# Peleteria convexa
Peleteria convexa là một loài ruồi trong họ Tachinidae.